# Club Atlético Colegiales (Argentinië)
CA Colegiales is een Argentijnse voetbalclub uit Munro, in de partido Vicente López.

## Geschiedenis

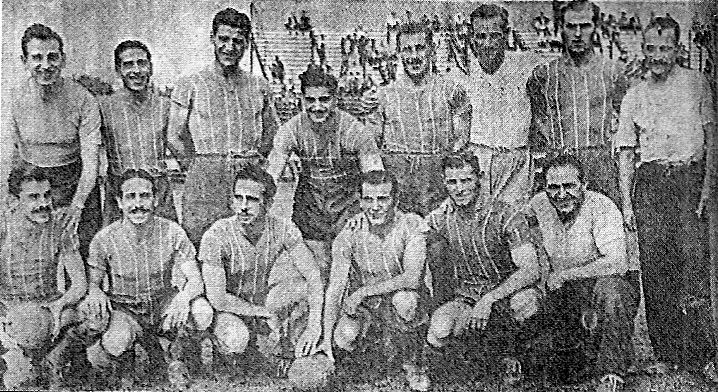
Team dat in 1947 kampioen werd

De club werd in 1908 opgericht door een groep anarchisten die streden voor betere voorwaarden voor de werkende klasse. De eerste clubnaam was Club Atlético Libertarios Unidos. In 1919 moest de club onder druk van de regering de naam wijzigen in Sportivo del Norte. In 1919 speelde de club in de Primera B en promoveerde een jaar later naar de hoogste klasse en werd meteen achtste. In 1924 moest de club verhuizen en nam zijn intrek in de wijk Colegiales en veranderde daarop ook de clubnaam en de clubkleuren. Na één seizoen trok de club zich terug uit de hoogste klasse. In 1928 kon de club weer promoveren naar de hoogste klasse waar ze nog enkele jaren speelden.
In 1944 degradeerde de club naar de Primera C. Na twee vicetitels werd de club autoritair kampioen in 1947. Van begin jaren dertig was de thuisbasis in Villa Martelli en in 1948 nam de club intrek in Munro waar ze nog steeds spelen. Na degradatie uit de Primera B in 1956 duurde het tot 1993 vooraleer de club kon terugkeren. Na één seizoen degradeerde de club weer maar kon ook weer meteen terugkeren en bleef nu tot 2001. In 2008 keerde de club andermaal terug.

## Tenue
| 1908–24 | 1924–heden | 2003 | 2010–11 |